# General-Heusinger-Preis
Der General-Heusinger-Preis gilt als höchste Auszeichnung der Offiziersausbildung der Bundeswehr. Benannt ist er nach dem ersten Generalinspekteur der Bundeswehr, General Adolf Heusinger, der diesen Preis am 4. August 1967 aus Anlass seines 70. Geburtstages stiftete, um den besten Lehrgangsteilnehmer des zweijährigen Lehrganges zum Abschluss der Generalstabs-/ Admiralstabsdienstausbildung (LGAN) der Führungsakademie der Bundeswehr (FüAkBw) in Hamburg auszuzeichnen.
Der damalige Generalinspekteur General Ulrich de Maizière kommentierte die Auszeichnung mit: „Der ‚General-Heusinger-Preis‘ wird für unsere jungen Generalstabsanwärter ein Ansporn zu hoher menschlicher und dienstlicher Leistung sein“.
Unter den Preisträgern befinden sich zwei nachmalige Generalinspekteure (Admiral Dieter Wellershoff und General Klaus Naumann).

## Preisträger
Preisträger sind:
- 1967 Major Wilhelm Jacoby (Heer)
- 1968 Major Rolf Thiemann (Luftwaffe)
- 1969 Major Helge Hansen (Heer) und Korvettenkapitän Dieter Wellershoff (Marine)
- 1970 Major Klaus Bodenstein (Heer)
- 1971 Korvettenkapitän Rolf Martens (Marine)
- 1972 Major Klaus Naumann (Heer)
- 1973 Major Manfred Opel (Luftwaffe)
- 1974 Oberstleutnant Wolfgang Schikowski (Heer)
- 1975 Major Michael Vollstedt (Luftwaffe)
- 1976 Korvettenkapitän Volker Hausbeck (Marine)
- 1977 Hauptmann Manfred Dietrich (Heer)
- 1978 Hauptmann Klaus Olshausen (Heer)
- 1979 Korvettenkapitän Klaus Peter Scholz (Marine)
- 1980 Major Klaus Peter Treche (Luftwaffe)
- 1981 Hauptmann Ulrich Wolf (Heer)
- 1982 Major Hans-Georg Atzinger (Heer)
- 1983 Korvettenkapitän Lutz Feldt (Marine)
- 1984 Hauptmann Manfred Lange (Luftwaffe)
- 1985 Oberstabsarzt Folker Meißner (Heer)
- 1986 Hauptmann Karl Heinz Schreiner (Luftwaffe)
- 1987 Hauptmann Rainer Meyer zum Felde geb. Pipahl (Luftwaffe)
- 1988 Hauptmann Carsten Jacobson (Heer)
- 1989 Hauptmann Eckart Klink (Heer)
- 1990 Korvettenkapitän Thorsten Kähler (Marine)
- 1991 Hauptmann Henning Hars (Heer)
- 1992 Oberstabsarzt Rüdiger Trapp (Luftwaffe)
- 1993 Major Klaus von Heimendahl (Heer)
- 1994 Korvettenkapitän Rainer Endres (Marine)
- 1995 Major Arne Skjaerpe (Norwegen/Heer)
- 1996 Oberfeldarzt Ulrich Pracht (Luftwaffe)
- 1997 Major Roderich Kiesewetter (Heer)
- 1998 Major Kai Rohrschneider (Heer)
- 1999 Major Jan Kuebart (Luftwaffe)
- 2000 Major Wolfgang Ohl (Luftwaffe)
- 2001 Korvettenkapitän Thomas Lehnen (Marine)
- 2002 Major Peter Mirow (Heer)
- 2003 Major Olaf Rohde (Heer)[5]
- 2004 Korvettenkapitän Wilhelm Tobias Abry (Marine)[6]
- 2005 Korvettenkapitän Ralf Kuchler (Marine)[7]
- 2006 Major Christian Freuding (Heer)
- 2007 Major Kai Häußermann (Heer)
- 2008 Major Jörg Nigge (Heer)
- 2009 Major Markus Meyer (Heer)
- 2010 Major Arnd Kersten (Heer)
- 2011 Major Sascha Zwick (Heer)
- 2012 Major Stephan Podolski (Heer)
- 2013 Major Andreas Bleek (Heer)
- 2014 Major Thorsten Piecha (Heer)
- 2015 Major Mitko Müller (Luftwaffe)
- 2016 Major Andre Knappe (Luftwaffe)
- 2017 Major Florian Beerenkämper (Heer)[8]
- 2018 Major Joachim Ruthe (Heer)[9]
- 2019 Major Frank Obermeyer (Heer)[10]
- 2020 Korvettenkapitän Mark Baumert (Marine)
- 2021 Korvettenkapitän Florian Vosgerau (Marine)[11]
- 2022 Oberstleutnant Christian W. (Heer)
- 2023 Oberstleutnant Felix Lotzin (Heer)